# UNISFA
De United Nations Interim Security Force for Abyei (UNISFA) werd opgericht op 27 juni 2011 middels resolutie 1990 van de Veiligheidsraad van de Verenigde Naties. UNSFA is een VN-vredesmacht in Abyei, een olierijk gebied waarvan de status wordt betwist door de Soedan en de nieuw-onafhankelijke en soevereine natie Zuid-Soedan. De resolutie volgde op de oplaaiing van het conflict in Zuid-Kordofan eerder in juni 2011. De VN-vredesmacht zal bestaan uit 4.200 Ethiopische VN-vredessoldaten